# Cea mai frumoasă soție
Cea mai frumoasă soție (titlul original: La moglie più bella) este un film dramatic italian realizat în 1970 de regizorul Damiano Damiani, după cazul real din anul 1965, așa numit în termenul sicilian „fuitina”, al tinerei Franca Viola, care s-a opus obiceiului încă frecvent în sudul Italiei de a răpi și viola o prezumtivă viitoare soție, refuzând să se căsătorească cu răpitorul ei. A fost filmul de debut al actriței Ornella Muti, care atunci avea doar 14 ani. În distribuție mai fac parte și actorii Alessio Orano, Pierluigi Aprà și Tano Cimarosa. 

## Conținut
Francesca Cimarosa este o fată de 14 ani din Sicilia, fiica unor țărani, de care se îndrăgostește tânărul mafiot bogat și în ascensiune, Vito Juvara. Părinții fetei sunt mândri să dea unui „capo” mâna fetei, dar dându-și în curând seama de caracterul arogant al logodnicului, se împotrivesc în final și îl resping. Reacția lui Vito este să supună promisa soție la „fuitina”.  
Francesca reacționează, găsind curajul să se împotrivească atât părinților speriați de Vito și de normele sociale arhaice, mergând singură la carabinieri să îl denunțe. Denunțarea răpirii și a violului suscită scandal și o luptă până la capăt...

## Distribuție
- Ornella Muti – Francesca Cimarosa
- Alessio Orano – Vito Juvara
- Pierluigi Aprà – locotenentul de carabinieri
- Tano Cimarosa – Gaetano Cimarosa
- Joe Sentieri – Poidomani
- Amerigo Tot – don Antonino Stella
- Enzo Andronico – avocatul lui Vito Juvara
- Marcella Palmich – Clelia
- Fortunato Arena – Pietro Colosimo
- Gaetano Di Leo – carabinier
- Franco Tranchina – căpitan de carabinieri
- Vincenzo Norvese – Pasquale Amantia
- Luigi Ursi – Domenico Amantia
- Salvatore Baccaro – boss
- Giuseppe Lauricella – don Primo Juvara

Dublajul vocilor originale: 
- Loretta Goggi – Francesca Cimarosa
- Michele Gammino – Vito Juvara
- Corrado Gaipa – don Antonino Stella